# سليمان بن كثير الخزاعي
سليمان بن كثير الخزاعي  كان نقيباً موالياً لبني العباس في خراسان.
عندما تولّى أبو مسلم الخراساني إمارة خراسان تسلط على سليمان، وكان أبو مسلم تابعاً له أيام الدعوة لبني العباس. فشكى لأبي جعفر المنصور حين قدم إلى خراسان موفداً من قبل أخيه أبي العباس السفاح، فقام أبو مسلم بضرب عنقه بحجة اتصاله بالعلويين لقلب الحكم ومن الذين تواصل معهم عبيد الله الاعرج بن الحسين الأصغر حيث قال له إنا غلطنا في أمركم ووضعنا البيعة في غير موضعها فهلم نبايعكم وندعوا إلى نصرتكم لكن الاعرج رفض ذلك لانه ضن سليمان دسيسا من ابو مسلم. ثم قتل أبو مسلم ابنَ سليمان لاتهامه بمولاة العلويين أعداء العباسيين. ولعل قتل أبي مسلم لسليمان وابنه دون استشارة أهل الحكم كان أحد أسبابه إقدام المنصور على قتله (عام 137 هـ) بعد توليه الخلافة.